# Ctenus captiosus
Ctenus captiosus este o specie de păianjeni din genul Ctenus, familia Ctenidae, descrisă de Gertsch, 1935. Conform Catalogue of Life specia Ctenus captiosus nu are subspecii cunoscute.